# کاترین هاکر
کاترین هاکر (انگلیسی: Kathrin Haacker؛ زادهٔ ۳ آوریل ۱۹۶۷) قایقران روئینگ اهل آلمان بود.